# Paris Combo

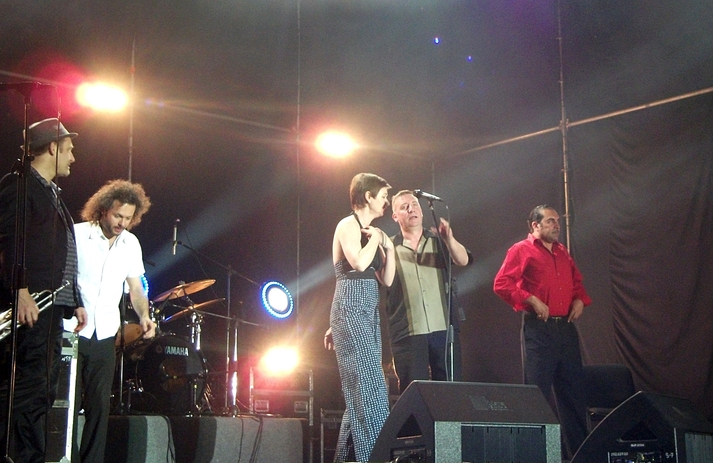
Paris Combo en la clausura del Festival de la Primavera Francesa 2012, en Kiev.

## Historia
Paris Combo nació en 1995 con la asociación de cinco músicos que ya tenían una amplia carrera.
Bajo el influjo de la bohemia capital francesa y su cosmopolita cultura.
Esta excelente agrupación de fusión, debe su nombre a las formaciones de jazz francés de los años treinta, llamadas "Combo".
Su carácter orgullosamente mestizo, honra a la canción de los años 30s, pero con textos e incrustaciones contemporáneas. En sus álbumes se escuchan influencias del Gypsy jazz, el Swing, la música oriental y latinoamericana con elegante precisión, bella voz y sabrosos timbres
Su primer CD Homónimo sale el 20 de mayo de 1997.Cuenta con 15 temas propios.
Paris Combo realiza muchos conciertos, en Alemania y en Francia donde empiezan una gira. 
Fueron seleccionados en los Talents 98 en el principio del año y participan al Printemps de Bourges, y finalmente, salen de gira por Estados Unidos.
A finales de 1998, Paris Combo se asegura la distribución en Estados Unidos firmando con Tinder Records. Siguen con una gira en ese país a principios de 1999.
Su segundo CD, "Living-Room", sale en el mismo período. 
El grupo se presenta muchas veces en Francia y Australia.
Paris Combo graba su tercer CD "Attraction" con Polydor (de Universal music), que sale en noviembre de 2001. El grupo continúa sus conciertos al extranjero: Asia, Australia, EE UU.
En 2004 sale de gira por Francia antes de la salida de su último CD, "Motifs".

Dieron una serie de conciertos en Los Ángeles, septiembre, octubre, febrero y marzo de 2011 y 2012, estos conciertos se Fueron acompañados de la Orquesta Sinfónica de Los Ángeles.

## Formación actual, enero de 2015
Belle du Berry - chant, accordéon
Potzi - guitare
François Jeannin - batterie, choeurs
Emmanuel Chabbey - contrebasse
David Lewis - piano, trompette, bugle

## Estilo Musical
Es difícil de clasificar por su estilo creado a base de un mestizaje musical, Paris Combo puede ser comparado a la canción de los años 30 pero con textos muy modernos y una música más moderna también.Según sus ellos, el estilo de Paris Combo varía mucho: con influencias jazz,Swing,blues,soul,latino.
Este mestizaje musical viene quizás de los orígenes de los miembros del grupo (E. Chabbey es originario de Madagascar, Potzi tiene raíces Gitanas, D. Lewis es australiano y a sus lugares de evolución musical Paris.
Este estilo mestizo y a pesar de todo muy parisino les clasifica en la categoría world music al extranjero.
DISCOGRAFÍA:
1997 Paris combo
1999 Living Room
2001 Attraction
2002 Live
2004 Motifs
2013 5 (cinco)
- Datos: Q2654969
- Multimedia: Paris Combo / Q2654969